# Hof bei Straden
Hof bei Straden är en ort i  kommunen Straden i Österrike. Den ligger i distriktet Südoststeiermark i förbundslandet Steiermark.
Hof bei Straden var tidigare en självständig kommun, men blev den 1 januari 2015 en del av kommunen Straden. Kommunen bestod av fyra orter (Ortschaften) (inom parentes invånarantal 1 januari 2024):
- Hof bei Straden (325)
- Karla (57)
- Neusetz (172)
- Radochen (183)